# Eupithecidia
Eupithecidia là một chi bướm đêm thuộc họ Geometridae.